# Nerds retten die Welt
Nerds retten die Welt ist ein Buch von Sibylle Berg, das 2020 bei Kiepenheuer & Witsch in Köln erschienen ist.
Das Buch enthält eine Sammlung von 16 Interviews mit Experten verschiedenster Disziplinen, die im Buchtitel als Nerds bezeichnet werden. Über zwei Jahre hinweg führte Sibylle Berg Gespräche über den Zustand der Welt und darüber, welche Erkenntnisse ihn verbessern können. Die Interviews waren Teil der Recherche zu ihrem Roman GRM. Brainfuck und wurden zuvor bereits im Schweizer Online-Magazin Republik veröffentlicht.

## Interviewte Experten
1. Valerie M. Hudson, Professorin für Internationale Angelegenheiten an der Bush School of Government and Public Service (Texas A&M University)
2. Wilhelm Heitmeyer, Soziologe und Gründer des Instituts für interdisziplinäre Konflikt- und Gewaltforschung der Universität Bielefeld
3. Robert Riener, Professor für Sensomotorische Systeme am Department für Gesundheitswissenschaften und Technologie der ETH Zürich
4. Elizabeth Anne Montgomery, Professorin für Pathologie und Onkologie am Johns Hopkins University Medical Center in Baltimore (USA)
5. Lorenz Adlung, Systemtheoretiker und -biologe am Weizmann Institute of Science in Rehovot (Israel)
6. Iddo Magen, Neurobiologe, Forscher am Weizmann Institute of Science in Rehovot (Israel)
7. Dirk Helbing, Professor für Computational Social Science an der ETH Zürich und assoziierter Professor für Technik, Politik und Management an der Technischen Universität Delft
8. Abraham (Avi) Loeb, Professor für Astrophysik an der Harvard University
9. Odile Fillod, Ingenieurin, Kognitionswissenschaftlerin und unabhängige Forscherin im Bereich Wissenschaftssoziologie
10. Hedwig Richter, Professorin für Neuere und Neuste Geschichte an der Universität der Bundeswehr München
11. Carl Safina, Meeresökologe, Autor, Kämpfer für Tier- und Naturschutz
12. Rolf Pohl, Männlichkeitsforscher, Soziologe, Sozialpsychologe
13. Jens Foell, Neuropsychologe an der Florida State University in Tallahassee (USA)
14. Jutta Weber, Philosophin, Professorin für Mediensoziologie an der Universität Paderborn
15. Lynn Hershman Leeson, Künstlerin, Drehbuchautorin, Regisseurin, Produzentin
16. Emilia Zenzile Roig, Politologin, Gründerin und Direktorin des Centers for Intersectional Justice.

## Rezensionen
„Der Terminator kommt nicht so schnell. Das ist auch schon beinah die einzige gute Nachricht, die Sibylle Bergs gerade erschienener Interviewband „Nerds retten die Welt“ bereithält. Aber wer ausgerechnet Sibylle Berg in die Erforschung des Zustands der Welt folgt, wird sowieso nicht von so geringem Verstand sein, die neoliberale Gegenwart für die beste aller Welten zu halten.
[…] Es sind Gespräche, in denen Berg sich nicht bloß das Elend der Welt bestätigen lässt, sondern Optimismus sucht.
Gejammer und Sprechblasen helfen ja nicht. Berg versucht es mit (Selbst-)Ironie und Neugierde. Zwei Eigenschaften, auf die man unbedingt dauernd und besser als aufs Portemonnaie achten sollte.“

„Auf dem Buchrücken werden Gespräche mit 17 Ausnahme-Wissenschaftlern angekündigt. Im Buch enthalten sind aber nur 16. Das kann man für einen irrelevanten Flüchtigkeitsfehler halten. Gleichzeitig ist ein bestenfalls halb ironischer Titel wie „Nerds retten die Welt“ durchaus ein ziemlich großes Versprechen, da wären Präzision und Gedankenschärfe angemessen. Insbesondere wenn, wie in den Gesprächen, immer wieder auf die Dummheit der Massen verwiesen wird. Laut Verlagsankündigung geht es in diesem Band aber gar nicht um die Verdammung unseres Status Quo, sondern darum, für die Zukunft gewappnet zu sein – und um die Suche nach Hoffnung. Trotzdem werden über weite Strecken vor allem existenzielle Probleme gewälzt. Für Lösungsansätze bleibt dann oft nur eine Alibi-Frage am Schluss. [...] manches ist doch ziemlich abstrakt und wenig inspirierend. Von den 16 Menschen, mit denen die Autorin gesprochen hat, sind 9 Männer und 7 Frauen. Warum eigentlich nicht 8 und 8? Wo doch eine weitere Hauptforderung des Buches darin besteht, dass beide Geschlechter gleich viel Platz bekommen sollten auf der Welt und in der Wahrnehmung. Abermals: Vielleicht ein kleines Detail. Aber auch das trägt zu diesem „Knapp-vorbei-Gefühl“ bei, das die Lektüre begleitet. Insgesamt schon ein interessantes Buch, aber gerettet wird sich an seinem Ende sicher niemand fühlen.“

„Sibylle Berg schafft es aber mit ihren Fragen, Kompliziertes verständlich zu machen.
Und sie schafft es auch, einen immer wieder zum Lachen zu bringen. […] Ihren pessimistischen Blick auf die Welt verhehlt sie ebenso wenig wie ihren Frust über die „geballte Dummheit unserer Spezies“. […] Dem äußerst informativen Buch schadet das aber nicht im Geringsten. Denn es lädt zum Weiterdenken ein – und zum Handeln!“

## Ausgaben
- Erstausgabe Hardcover, Kiepenheuer & Witsch 5. März 2020, 336 Seiten, ISBN 978-3-462-05460-6
- E-Book, Kiepenheuer & Witsch 5. März 2020